# Schwarzau am Steinfeld
Schwarzau am Steinfeld – gmina w Austrii, w kraju związkowym Dolna Austria, w powiecie Neunkirchen. Liczy 1 865 mieszkańców (1 stycznia 2014).